# Baker c. Canada (Ministre de la Citoyenneté et de l'Immigration)
L'arrêt Baker c. Canada (Ministre de la Citoyenneté et de l'Immigration)) est une décision de la Cour suprême du Canada en droit administratif canadien.

## Les faits
Mavis Baker était une femme jamaïcaine qui a vécu sans statut au Canada pendant 11 ans en tant que travailleuse domestique. Pendant ce temps, elle a donné naissance à quatre enfants au Canada. Lorsque le gouvernement a découvert qu'elle était au Canada sans statut, elle a été expulsée. Elle a présenté une demande de résidence permanente en vertu du paragraphe 114(2) de la Loi sur l'immigration de 1976. L'agent d'immigration a rejeté sa demande sans donner de motifs. Baker a pu demander les notes de l'agent d'immigration et, sur la base des notes, elle a demandé le contrôle judiciaire de la décision.

## Résumé
La Cour a tranché sur la norme de contrôle judiciaire des décisions administratives. Il s'agissait de savoir quelle norme d'équité procédurale devrait être appliquée lorsque l'examen de contrôle judiciaire, visant l'exemption de l'obligation de déposer une demande de résidence permanente à l'étranger. L’arrêt a également précisé la nécessité d'inclure des motifs écrits dans certaines décisions administratives. Les parties ont droit aux motifs lorsque la décision affecte les droits et privilèges de l'individu.
Facteurs pertinents pour déterminer le contenu de l'obligation d'équité procédurale selon la décision : 

« *(1) la nature de la décision recherchée et le processus suivi pour y parvenir; 
- (2) la nature du régime législatif et les termes de la loi régissant l’organisme;
- (3) l’importance de la décision pour les personnes visées;
- (4) les attentes légitimes de la personne qui conteste la décision;
- (5) les choix de procédure que l’organisme fait lui‑même.

Cette liste de facteurs n’est pas exhaustive. »